# Giavera del Montello
Giavera del Montello ist eine nordostitalienische Gemeinde (comune) mit 5115 Einwohnern (Stand 31. Dezember 2023) in der Provinz Treviso in Venetien. Die Gemeinde liegt etwa zwanzig Kilometer nördlich von Treviso am Canale della Vittoria und am Fuße des Montello, eine Erhebung in Venetien. 1960 wurden die Ortschaften Giavere, Cusignana und Santi Angeli aus der Gemeinde Arcade gelöst und zu der Gemeinde Giavera del Montello zusammengefasst. Die Gemeinde ist Sitz der Tecnica Group, zu der zahlreiche Marken der Schuh- und Sportartikelindustrie gehören.

## Verkehr
An der früheren Bahnstrecke von Montebelluna nach Susegana befand sich im Ortsteil Cusignana.

## Sport
1985 wurden in Giavera del Montello die Straßen-Radweltmeisterschaften ausgetragen.